# پو (بازی ویدئویی)
پو (به انگلیسی: Pou) یک بازی ویدئویی برای سیستم‌عامل‌های اندروید، آی‌اواس و بلک‌بری است که توسط «پل سالامه» طراحی و توسعه داده شد. این بازی بیش از ۵۰۰ میلیون بار در دنیا دانلود شده است.